# Telestjernen
Rasmus Mørup Johansen (født 1. juni 1977) er bedre kendt som Telestjernen og Rasmus Johansen fra Fly, er komponist og bor i Fly, Danmark, men er opvokset i både Møldrup nord for Viborg, Øster Tørslev øst for Randers og Karup syd for Viborg, og har også tidligere boet i både Silkeborg og Aarhus. Til daglig arbejder han som lærervikar, men er daglig leder af Flyfabrikken 
Grundet sin uddannelse som filmproducer, har Rasmus Mørup Johansen også et lille filmselskab (Gorilla Film), hvor han laver en musikvideo i ny og næ. Navnet Telestjernen er inspireret af gruppen Tornadoes og deres hit fra 1962, Telstar.
Han er en del af det jyske musikkollektiv Keminova Cowboys, der også tæller artisterne Laura Mo, Sonja Hald, Hverdagens Helte, Ulvetimen og Michelle Birkballe.        

## Diskografi
- Telestjernen: Ungt Blod (2009)
- Telestjernen: Roxy Grill (2010)
- Telestjernen: Hvidt Skidt (2012)
- Telestjernen: Populærmusik Fra Øster Tørslev (2013)
- Telestjernen: Det Kolde Hawaii (2014)
- Telestjernen: Folkeskoletider (2016)

## Singler
- Telestjernen: D-Vitaminer & Vildmandsskæg (2009)
- Telestjernen: Kys Kys (2009)
- Telestjernen: Miss Nørhald 1986 (2010)
- Telestjernen: Med Næb & Kløer (2012)
- Telestjernen: I Mit Sminkede Lig (2013)
- Telestjernen: En Tår Af Kronjylland (2013)
- Telestjernen: Det Kolde Hawaii (2014)
- Telestjernen: Lærerinden (2016)
- Telestjernen: Vi Står På Ræset, Baby (2016)
- Telestjernen: På Den Sidste Skoledag (2016)

## Andre udgivelser
- Diverse: "Den Danske Spillemandsplade" (2017)
- Keminova Cowboys: "Prinsessen Af Jylland" (2017)
- Keminova Cowboys: "Cirkus Danmark" (2020)
- Cirkus Højdeskræk: "De flyvende frostkyllinger fra Dåsebjerg Bakke" (2020)